# نادي شباب سوس
 شباب أصدقاء سوس نادٍ رياضي مغربي من مدينة أكادير يلعب في دوري الدرجة الرابعة المغربي.

## وصلات خارجية
- (بالعربية) / موقع نادي شباب سوس.